# Association des relieurs du Québec
 (novembre 2012).
Si vous disposez d'ouvrages ou d'articles de référence ou si vous connaissez des sites web de qualité traitant du thème abordé ici, merci de compléter l'article en donnant les références utiles à sa vérifiabilité et en les liant à la section « Notes et références ».
Pour les articles homonymes, voir ARQ.
L'Association des relieurs du Québec (ARQ) a été créée en 1983 et vise principalement à regrouper les gens de métier, de promouvoir l'excellence de leur travail et de développer l'intérêt pour le livre relié et le livre d'artiste au Québec.
Depuis sa création, l'ARQ a publié le magazine Le Journal, qui est devenu Reliures et Papiers en 1996 et qui traite de reliure d'art, de conservation de documents et d'archives ainsi que de la restauration du livre, mais dont la publication a été interrompue en 1998.